# إليك كامبل (نقابي)
إليك كامبل (بالإنجليزية: Alec Campbell)‏ هو نقابي أسترالي، ولد في 26 فبراير 1899 في لاونسستون في أستراليا، وتوفي في 16 مايو 2002 في هوبارت في أستراليا.